# Klinička depresija
Depresija je danas najčešći i ozbiljan psihički poremećaj, koji nepovoljno utječe na osjećaje, razmišljanje i ponašanje čovjeka. Depresija može pogoditi svakoga, a uzrokuje gotovo stalan osjećaj tuge i/ili gubitak interesa za aktivnosti u kojima je osoba nekada uživala. Može dovesti do niza emocionalnih i psihičkih teškoća te utjecati na sniženu mogućnost funkcioniranja osobe u poslovnom i privatnom okruženju. Abnormalnosti i defekti mnogih moždanih struktura implicirane su u depresiji te su neka od tih bioloških obilježja stalna, odnosno ne ovise o trenutnom stanju pacijenta.
Uglavnom prevladavaju osjećaji beznadnosti i bespomoćnosti koji, povezani s nedostatkom koncentracije, mogu značajno otežati provođenje svakodnevnih aktivnosti. Ovi osjećaji mogu biti vrlo intenzivni i mogu trajati duže vremensko razdoblje. Depresiju prate i tjelesni simptomi poput umora, iscrpljenosti te poremećaja sna i apetita. Depresija se razlikuje od tuge i žalovanja koji su uobičajeni u ljudskom funkcioniranju, kao odgovor na gubitke.
Depresija je stvarna bolest koja se može izliječiti. Pomoću ispravne dijagnoze i terapije većina ljudi prevlada depresivni poremećaj. Osobe koje imaju simptome depresije obraćaju se za pomoć obiteljskom liječniku, psihijatru ili psihoterapeutu.
Ne postoji laboratorijski test kojim bi se potvrdilo postojanje velikog depresivnog poremećaja, ali laboratorijskim se testiranjem mogu isključiti fizički poremećaji koji mogu uzrokovati slične simptome. Dijagnozu velikog depresivnog poremećaja donose psihijatri kroz provođenje kliničkog intervjua, često u suradnji sa psiholozima koji provode psihodijagnostičko testiranje osobe.
Najčešća terapija osoba oboljelih od depresije je savjetovanje i/ili terapija lijekovima. Hospitalizacija može biti nužna za osobe koje imaju visoki rizik od samoozljeđivanja i osobe s visokim rizikom od suicida.
Uzrocima depresije pristupa se kroz biopsihosocijalni model. Ne postoji jedan čimbenik koji uzrokuje depresiju već do nje dolazi kompleksnom kombinacijom genetskih, bioloških, okolinskih i psiholoških čimbenika.
U društvu je, zbog neznanja, prisutna stigmatizacija osoba oboljelih od depresije, što dovodi do smanjene spremnosti traženja pomoći i javljanja liječniku, psihijatru ili psihoterapeutu. Iako manje od jedne polovine oboljelih osoba traži pomoć, depresija se može uspješno liječiti.
Osim velike depresivne epizode, prema klasifikaciji Dijagnostičkog i statističkog priručnika za duševne bolesti, peto izdanje (DSM-V), kategoriji depresivnih poremećaja pripadaju i disruptivni poremećaj disregulacije raspoloženja, prezistentni depresivni poremećaj (distimija), predmenstrualni disforični poremećaj, depresivni poremećaj raspoloženja prouzročen psihoaktivnom tvari/lijekom, depresivni poremećaj zbog drugog zdravstvenog stanja, drugi specificirani depresivni poremećaj i nespecificirani depresivni poremećaj.

## Simptomi
Najčešći su simptomi depresije:
- potištenost, turobno, depresivno raspoloženje, navala crnih misli i sjećanja
- gubitak interesa/zadovoljstva, nesposobnost uživanja u ranije ugodnim stvarima ili aktivnostima (anhedonija) ("ništa me više ne veseli")
- intenzivna tuga, samosažaljenje, napadaji plača
- osjetljivost, ranjivost, razdražljivost ("sve me smeta")
- strah, tjeskoba, zabrinutost, strepnja ("nešto strašno će se dogoditi")
- pesimizam, beznađe i bespomoćnost ("nema mi spasa", "nikad mi neće biti bolje")
- osjećaj bezvrijednosti, krivnje i suvišnosti ("nitko me ne voli", "nitko me ne treba")
- osamljenost, osjećaj nepripadanja ili nezaštićenosti ("potpuno sam sam na svijetu")
- bezvoljnost, letargija ("ništa mi se ne da")
- oslabljena koncentracija i poremećaj pamćenja
- umor, iscrpljenost, manjak energije
- značajno smanjen ili povećan apetit
- nesanica ili prevelika potreba za snom
- tjelesni bolovi koji nemaju tjelesne uzroke
- razmišljanja o smrti, želja za smrću ili planiranje samoubojstva ("ne mogu više izdržati", "bolje da me nema")
- psihomotorni nemir ili psihomotorna usporenost
- smanjenje seksualne želje

Prema DSM-V kako bi se utvrdila prisutnost velikog depresivnog poremećaja depresivno raspoloženje ili gubitak interesa te najmanje četiri druga simptoma trebaju biti prisutni gotovo svaki dan, tijekom većeg dijela dana, u periodu od najmanje 2 tjedna. Depresivna epizoda najčešće traje puno dulje od dva tjedna. Simptomi depresije uzrokuju klinički značajan distres ili oštećenje socijalnog, obiteljskog i radnog funkcioniranja.
Simptome depresije možemo podijeliti u nekoliko općenitijih skupina: emocionalni simptomi, simptomi vezani uz volju i motivaciju, simptomi vezani uz način razmišljanja, simptomi vezani uz socijalno ponašanje, tjelesni simptomi i suicidalni rizik.

### Emocionalni simptomi
Osobe koje doživljavaju veliku depresivnu epizodu izvještavaju o nizu neugodnih osjećaja. Raspoloženje često opisuju kao depresivno, tužno, beznadno, obeshrabreno ili utučeno. Neke se osobe tuže na osjećaj ispraznosti. Mnoge osobe navode ili pokazuju pojačanu razdražljivost (npr. trajna srdžba, sklonost da se na događaje reagira izljevima bijesa ili kriveći druge, ili pretjerani osjećaj frustriranosti zbog sitnica, osobi sve ide na živce). Smanjeno je proživljavanje pozitivnih emocija.

### Simptomi vezani uz volju I motivaciju
Osobe mogu navoditi osjećaj gubitka interesa za hobije, „više ih nije briga“, ili gubitak uživanja u aktivnostima koje su nekoć smatrali ugodnima. Članovi obitelji obično primjećuju zanemarivanje ugodnih aktivnosti (npr. dijete koja je uživalo u nogometu pronalazi razloge da više ne igra). U nekih osoba, zamjetno je značajno smanjenje seksualnog interesa ili želje u odnosu na prijašnje. 
Osobe često iskazuju smanjenje energije i interesa za većinu stvari, sve se čini prenapornim. Učinkovitost kojom se zadaci izvršavaju može biti smanjena. Primjerice, osoba se može žaliti kako ju jutarnje umivanje i odijevanje iscrpljuju i iziskuju dvostruko više vremena nego obično.

### Simptomi vezani uz način razmišljanja
Prisutna je takozvana kognitivna trijada, koja se sastoji od negativnog doživljavanja sebe, okoline i budućnosti. Osobe svoje neuspjehe pripisuju vlastitim neadekvatnostima, uvjerene su da im nedostaju kvalitete koje su potrebne za postizanje sreće te se vide manje vrijednima. Skloni su mišljenju kako se stalno javljaju prepreke iz okoline koje je nemoguće savladati. Treća komponenta trijade je beznadni pogled na budućnost u kojoj osobni napori neće biti dostatni da bi promijenili tijek svojeg života.
Osobe često same sebe doživljavaju bezvrijednima te mogu biti zaokupljene krivnjom ili stalnim razmišljanjem o neuspjesima iz prošlosti. Te osobe obično pogrešno interpretiraju neutralne ili beznačajne svakodnevne događaje kako dokaz osobnih nedostataka te imaju pretjeran osjećaj odgovornosti za nepovoljne događaje. Samookrivljavanje zbog bolesti i neispunjavanja radnih i međuljudskih obveza je vrlo često.
Mnoge osobe navode oštećenu sposobnost razmišljanja, koncentriranja ili donošenja, čak i manjih, odluka. Lako ih se može omesti ili se žale na probleme s pamćenjem. Oni koji se bave intelektualno zahtjevnim poslovima, najčešće nisu sposobni funkcionirati. U djece, nagli pad u školskom uspjehu može biti posljedica slabe koncentracije. U starijih osoba, problemi s pamćenjem mogu biti osnovna pritužba te tako mogu biti krivo interpretirani kao rani znakovi demecije.
Osobe koje pate od depresivnih poremećaja češće se dosjećaju, uočavaju i bolje pamte neugodne događaje, iskustava i emocije, dok je narušeno dosjećanje, uočavanje i pamćenje ugodnih događaja, iskustava i emocija.

### Simptomi vezani uz socijalno ponašanje
Osobe iz okoline često izvještavaju da se osobe koje boluju od depresije povlače od drugih ljudi, žale se te dolazi do sukoba.

### Tjelesni simptomi
Tijekom velikog depresivnog poremećaja mogu se javiti smetnje spavanja u obliku nesanice ili prekomjernog spavanja. Pri nesanicama često se spava premalo zbog preranog buđenja, češćeg buđenja noću ili težeg uspavljivanja. Kod prekomjernog spavanja, osoba se i nakon sna ne osjeća odmoreno te osjeća umor i nedostatak energije. 
Apetit može biti smanjen ili jako povećan, što može utjecati na znatnije sniženje ili povišenje tjelesne težine. Neke depresivne osobe navode kako se moraju prisiliti jesti. Drugi pak navode kako mogu više jesti, žuditi za određenom vrstom hrane (npr. slatkišima). 
Psihomotorne smetnje uključuju nemir (npr. nemogućnost mirnog sjedenja, koračanje, kršenje prstiju, ili čupkanje ili trljanje kože, odjeće ili drugih predmeta) ili usporenost (npr. usporeni govor, razmišljanje te pokreti tijela; siromaštvo sadržaja govora ili potpuni mutizam).

### Suicidalni rizik
Razmišljanje o smrti, suicidalna promišljanja ili pokušaji suicida su česti. Oni mogu varirati od pasivne želje osobe da se ujutro ne probudi ili uvjerenja kako bi drugima bilo bolje da je nema, do prolaznih, ali opetovanih misli o suicidu, te do specifičnog suicidalnog plana. Znatno teže suicidalne osobe mogu unaprijed srediti svoje poslove (npr. ažurirati oporuku, riješiti dugovanja), nabaviti potrebne predmete te izabrati mjesto i vrijeme za realizaciju suicida. Motivacija za suicid može uključivati uvjerenje da ne postoji nikakva nada za promjenom, intenzivnu želju za prekidom mučnog i bolnog emocionalnog stanja, nemogućnost predviđanja bilo kakvog životnog zadovoljstva ili pak želja da se ne bude teret drugima. 
Vjerojatnost suicidalnog ponašanja postoji tijekom čitavog trajanja velike depresivne epizode. Čimbenik koji ukazuje na visoki rizik je postojanje prijašnjeg pokušaja suicida ili prijetnje suicidom, ali bi trebalo imati na umu da većini počinjenih suicida nisu prethodili neuspješni suicidalni pokušaji. Drugi čimbenici povezani s povećanim rizikom za suicid uključuju muški spol, status samca ili samački život, snažan osjećaj beznađa i prisutnost graničnog poremećaja ličnosti.

### Simptomi kod djece i adolescenata
Uobičajeni simptomi depresije kod djece i adolescenata slični su onima u odraslih osoba, no mogu se javiti neke razlike.
Kod djece i adolescenata može prevladavati razdražljivo raspoloženje i ljutnja, a ne tužno i depresivno raspoloženje. Moguća je pojava odbijanja odlaska u školu, čestih izostanka s nastave te se može dogoditi gubitak na težini. Adolescenti mogu iskazivati da nemaju osjećaj da ih itko razumije, povećana je osjetljivost te je povećan rizik od korištenja alkohola, droga i samoozljeđivanja.

## Rizični čimbenici za razvoj depresije
Uzroci depresije su mnogobrojni i složeni. Pristupa im se kroz biopsihosocijalni model. Ne postoji jedan čimbenik koji uzrokuje depresiju već do nje dolazi kompleksnom kombinacijom genetskih, bioloških, okolinskih i psiholoških čimbenika, koji su u međusobnoj interakciji.

### Genetski čimbenici
Rođaci u prvom koljenu osoba s velikim depresivnim poremećajem imaju rizik za razvoj velikog depresivnog poremećaja dva do četiri puta viši nego u općoj populaciji. Nasljednost je oko 40%. No, nije otkriven jedan gen za depresiju  ili određena skupina gena koji se nasljeđuju.
Ranjivost može biti povezana i s temperamentom osobe, što se odnosi na onaj dio ličnosti osobe koji nastaje nasljeđivanjem i razvija se kroz interakciju s okolinom. Primjerice, postoje ljudi s melankoličnim temperamentom, koji su od malena skloniji povlačenju, češćem proživljavanju tuge, straha i tjeskobe. Iako oni nikada ne moraju razviti depresivni ili anksiozni poremećaj, ipak su im pojačano skloni.

### Biološki čimbenici
Depresija povezana s fizičkim (neuroendokrinim i neurofiziološkim) promjenama u mozgu, odnosno narušenom ravnotežom kemijskih tvari koje nazivamo neurotransmiterima, zbog čega su ponekad potrebni i lijekovi u liječenju. Postoje i različite neuroanatomske poveznice depresivnog poremećaja. Ipak, nijedan laboratorijski test nije postigao rezultat glede dostatne specifičnosti i osjetljivosti, da bi se koristio kao dijagnostička metoda za ovaj poremećaj.
Velika se pažnja posvećuje istraživanju pojačane aktivnosti hipotalamo-hipofizno-adrenalne osnove, koja je, čini se, povezana s melankolijom, psihotičnim obilježjima i suicidalnim rizikom. 
Molekularne studije uključuju periferne čimbenike, kao što su genetske varijante neurotrofičnih faktora i proinflamatornih citokina. 
Funkcionalne snimke magnetske rezonancije pružaju dokaze o funkcionalnim abnormalnostima u specifičnim neuralnim sustavima tijekom procesiranja emocija, sustava nagrade i regulacije emocija u odraslih osoba s velikom depresijom.
Depresiji može prethoditi i neka tjelesna bolest, hormonalne promjene i slično.

### Okolinski čimbenici
Nepovoljna iskustva u ranom djetinjstvu, posebice kada se radi o višestrukim iskustvima raznih vrsta, čine rizične čimbenika za veliki depresivni poremećaj. Traumatski događaji koje ljudi doživljavaju mogu utjecati na način razmišljanja i stvaranje odnosa s drugim ljudima. Također, rizični faktori za razvoj depresije mogu biti gubici, pritisci na poslu, u školi i u obitelji, dugo trpljenje loših odnosa, izloženost nasilju, zanemarivanju, zlostavljanju, siromaštvu i drugi.
Stresni životni događaji dobro su prepoznati kao mogući okidači velike depresivne epizode, ali prisutnost ili odsutnost nepovoljnih životnih događaja netom prije početka epizode nisu koristan vodič pri prognoziranju ili odabiru načina liječenja.

### Psihološki čimbenici
Misli, ponašanja i osjećaji mogu održavati depresiju i otežavati oporavak. Depresivno raspoloženje praćeno je negativnim mislima i nedostatkom motivacije i interesa za uobičajene aktivnosti zbog kojih se osoba obično povlači iz društva i aktivnosti. Ta neaktivnost doprinosi daljnjem razvoju depresivnog raspoloženja, crnih misli itd.
Prema biheviorističkim istraživanjima izvor depresije može biti nedostatak socijalnih vještina što dovodi do nezadovoljstva u interpersonalnim odnosima te nedostatak vještina rješavanja problema. Osobe koje boluju od depresije u prosjeku imaju manje podržavajućih odnosa s prijateljima, članovima obitelji i kolegama.
Prema kognitivnoj teoriji depresije temelj depresije takozvana kognitivna trijada koja se sastoji od negativnog doživljavanja sebe, okoline i budućnosti.
Teorija naučene bespomoćnosti govori kako pojedinac zbog neugodnih iskustava i traumi koje nisu uspješno riješene, razvija pasivnost i osjećaj da nije u stanju nadzirati svoj život. Ova se teorija proširuje pojmom atribucije, koji označava objašnjenje koje sama osoba ima za svoje ponašanje. Važno je kako samo osoba objašnjava neuspjeh jer to određuje kako će na osobu djelovati daljnja životna iskustva. Neuspjeh se može pripisati unutarnjim ili vanjskim, globalnim ili specifičnim, te postojanim ili prolaznim uzrocima. Pojedinac postaje depresivan kada neuspjeh pripisuje globalnim i postojanim nedostatcima vlastite ličnosti.

## Pojavnost depresije
Veliki depresivni poremećaj može započeti u bilo kojoj dobi, ali vjerojatnost prve pojave značajno raste s pubertetom.
U Sjedinjenim Američkim Državama, otprilike 7% stanovništva razvije depresiju kada se gleda period od godine dana, što je otprilike 1 od 15 osoba. Jedna od 6 osoba (16.6%) doživjet će depresiju u nekom trenutku svog života. Pojavnost depresije je trostruko viša u skupini od 18 do 29 godina od pojavnosti kod osoba dobne skupine 60 godina i više. U periodu djetinjstva dječaci češće obolijevaju od depresije nego djevojčice. Nakon rane adolescencije, žene imaju 1,5 do 3 puta višu stopu od muškaraca.
Razlog za veću učestalost depresije kod žena su hormonalni razlozi (žene su izložene snažnim hormonalnim promjenama u tzv. kriznim biološkim razdobljima): pubertet, promjene tijekom menstrualnog ciklusa (PMS), trudnoća, babinje (baby blues, postporođajna depresija), perimenopauza i postmenopauza. Osim toga, žene su spremnije priznati i obratiti se za pomoć, pa se prividno povećava broj ženskih osoba oboljelih od depresije. S druge strane, muškarci mogu skrivati ili „maskirati“ svoju depresiju iza drugih problema, kao što su, primjerice, zlouporaba alkohola i droga.

## Dijagnosticiranje
Dijagnozu velikog depresivnog poremećaja donosi psihijatar. U suradnji sa psihijatrom ponekad sudjeluje psiholog. Dijagnoza se donosi nakon provedenog kliničkog intervjua i primjene psihodijagnostičkih testova. Kroz intervju i testiranje ispituje se prisutnost, intenzitet, trajanje i učestalost simptoma koje osoba ima. Ispituje se i stupanj funkcioniranja osobe, prisutnost socijalne podrške, značajni događaji u životu osobe te prisutnost drugih bolesti i bolesti među članovima obitelji. Ne postoji laboratorijski test kojim bi se potvrdilo postojanje velikog depresivnog poremećaja, ali laboratorijskim se testiranjem mogu isključiti fizički poremećaji koji mogu uzrokovati slične simptome.
Dijagnostički kriteriji za veliku depresivnu epizodu nalaze se u DSM V, koji vrijedi na području Amerike, te u Međunarodnoj klasifikaciji bolesti i srodnih zdravstvenih problema (MKB-10), koja vrijedi na prostorima Europe.

### Komorbiditeti
Uz veliki depresivni poremećaj često se pojavljuju poremećaji vezani uz psihoaktivne tvari, panični poremećaj, opsesivno-kompulzivni poremećaj, anoreksija nervoza, bulimija nervoza i granični poremećaj ličnosti.

### Diferencijalna dijagnoza
Kako bi se potvrdilo prisustvo velikog depresivnog poremećaja, treba se eliminirati prisustvo ostalih poremećaja, bolesti i stanja koji imaju slične simptome.
Veliki depresivni poremećaj razlikuje se od hipotireoze, HIV-a, drugih virusnih infekcija, kroničnih bolesti, raka, depresije nastale zbog djelovanja lijekova, Parkinsonove bolesti, demencije, epilepsije, multiple skleroze, poremećaja vezanih uz djelovanje psihoaktivnih tvari, shizoafektivnog poremećaja, poremećaja hranjenja, somatoformnog poremećaja, anksioznog poremećaja, poremećaja prilagodbe i žalovanja.

## Razlikovanje depresije, uobičajenih stanja neraspoloženja i žalovanja
Danas se olako svaki pad raspoloženja i energije proglašava depresijom. Postoje pritisci koji nas „tjeraju“ da se neprestano moramo osjećati sretni, biti vedri, nasmijani i puni energije. Kada bi takvi i mogli biti, to ne bi bilo normalno. Neugodne emocije su sastavni dio života i potrebne su nam kako bi se bolje prilagodili životnim zahtjevima i promjenama. Svi ljudi s vremena na vrijeme dožive depresivno raspoloženje, odnosno tugu, patnju, bol, neraspoloženje, pesimizam i pad energije, koje može potrajati nekoliko sati, dana, a ponekad i nešto duže. Takvo raspoloženje može signalizirati da zastanemo, usporimo i razmislimo o svom životu i sustavu vrijednosti te napravimo neke promjene. Dakle, depresivno raspoloženje obično potiče na rješavanje problema i donošenje odluka. Ako osoba uspije riješiti probleme na koje je takvo raspoloženje usmjerava, osjetit će se bolje. Ako do toga ne dođe, vjerojatno je osobi potrebna pomoć u rješavanju problema. No, ako se neraspoloženje pogoršava, dugo ne rješava ili se ponovno vraća, ako se tuga pojavi bez ikakva razloga ili je ona nesrazmjerna razlogu nastanka, ako je osobi teško raditi, družiti se, spavati, jednom riječju, ako se više ne može veseliti životu, onda to više nije neraspoloženje, niti obična tuga, već depresija.
Nakon svakog gubitka (npr. gubitak bliske osobe, financijski slom, gubici nakon prirodnih katastrofa, ozbiljna bolest ili onesposobljenost, prekid značajnog odnosa) proces žalovanja uključuje simptome vrlo slične depresiji. Simptomi žalovanja mogu uključivati šok, otupjelost, zbunjenost, distres, plačljivost, tugu, poremećen san, gubitak apetita, krivnju preživjelog, iluzije te ponekad i halucinacije. Reakcija na gubitak ovisi o kulturalnim normama i okolnostima (npr. iznenadni tragični gubitak). Međutim, nekomplicirano žalovanje s vremenom se smanjuje te se osoba oporavlja i uspijeva naći smisao života te se žalovanje povlači kroz 6 do 12 mjeseci. Ako patnja i neraspoloženje potraju, osoba može zapasti u depresivnu epizodu, a tada treba potražiti stručnu pomoć. U prilog depresivnoj epizodi govore ozbiljno oštećenje funkcioniranja, psihoza, suicidalne misli, osjećaj bezvrijednosti i psihomotorna usporenost.

## Tijek i liječenje
Cilj liječenja depresije mogao bi se sažeti kao: postizanje stanje eutimije. Ipak, tijek velikog depresivnog poremećaja je prilično raznolik. Neliječene depresivne epizode obično traju 6 do 12 mjeseci. Funkcioniranje se obično vraća na početnu razinu kada se depresivna epizoda povuče. Neke osobe, rijetko, ako ikada, dožive povrat simptoma, dok drugi imaju iskustvo mnogih godina s depresivnim simptomima. Manje od 50% oboljelih osoba traži liječenje. Oko 75% oboljelih se može uspješno liječiti. Glavna komplikacija je samoubojstvo, a oko 15% oboljelih ga i počini. Terapija osoba s depresivnim poremećajem vrši se ambulantno ili uz bolničko liječenje, ako je prisutan rizik od samoozljeđivanja i suicida.
Depresija se većinom uspješno liječi psihoterapijom razgovorom, lijekovima i/ili terapijom elektrošokovima. Različiti tretmani, ili kombinacija tretmana, mogu odgovarati različitim ljudima. Psihoterapija razgovorom se obično koristi za tretman blage i srednje depresije, kombinacija psihoterapije razgovorom i lijekovima se koristi za tretman srednje do teško depresije, dok se terapija elektrošokovima koristi za liječenje teške depresije koja ne reagira na druge oblike liječenja.
Napredovanje je postupan proces i ne treba očekivati da će teći glatko. Normalno je očekivati uspone, padove i krize, no praćenjem vlastitog napredovanja osoba može uočiti napredak. Važno je ustrajati u liječenju.

### Psihoterapija razgovorom
Mnogo je istraživanja potvrdilo učinkovitost bihevioralno-kognitivne terapije u tretmanu depresije. BKT se usmjerava na trenutne simptome, vještine rješavanja problema te se osobu uči prepoznati nekorisne obrasce mišljenja i ponašanja. U sklopu BKT-a mogu se koristiti i tehnike usredotočene svjesnosti ili mindfulnessa.
Ostali psihoterapijski pristupi koji se mogu koristiti su psihoanalitička terapija, interpersonalna terapija, grupna terapija, obiteljska terapija, gestalt terapija, racionalno emocionalno bihevioralna terapija i druge. 
Terapija može biti individualna ili grupna. 
Ovisno o težini simptoma terapija može trajati od nekoliko tjedana, pa do puno dužeg vremena. 
U psihoterapiji klijent se zajedno sa psihoterapeutom dogovara na kojim problemima želi raditi, primjerice smanjenje osjećaja tuge, praznine i bezvoljnosti, poboljšanje vještina zauzimanja za sebe, povećati vrijeme provedeno u učenju i drugi. Kroz psihoterapiju uče se strategije i vještine koje osobi, kada ih primjenjuje, pomažu da se osjeća bolje i vode je ka oporavku.
Osobe oboljele od depresije često misle „Ništa mi ne može pomoći. Nikad mi neće biti bolje. Ovo nema smisla.“ Takve misli su simptomi depresije baš kao što su povraćanje i bolovi u trbuhu znak želučane viroze ili da pokvarenog želuca. Uobičajeno je da osoba oboljela od depresije ima takve misli, no ne treba vjerovati takvim mislima, i osoba si treba dati šansu. Za depresiju postoji učinkovita pomoć i vjerojatno bi ljudi puno manje patili kada ne bi vjerovali tim obeshrabrujućim mislima.

### Terapija lijekovima
Lijekove mogu prepisati jedino liječnik i psihijatar. Antidepresivi raznih farmakoloških profila mogu biti vrlo uspješna metoda liječenja za mnoge ljude. Manji učinak antidepresiva može biti vidljiv nakon dva do tri tjedna, dok je značajniji učinak vidljiv tek nakon dva do tri mjeseca od početka korištenja lijekova. Obično se piju još barem 6 mjeseci nakon završetka epizode, kako bi se smanjila vjerojatnost povratka simptoma. Postoji nekoliko grupa lijekova koje je moguće koristiti. Svi ovi lijekovi pokušavaju ispraviti promjene u kemijskim spojevima u mozgu koji mogu biti povezani s depresijom. Ako osoba ne vidi poboljšanje psihijatar mijenja dozu ili vrstu lijeka, zbog čega su važne redovite kontrole i uspostavljanje dobre komunikacije između pacijenta i psihijatra. Drugi stručnjaci, kao što su psiholozi ili medicinske sestre, ne prepisuju lijekove.

### Terapija elektrošokovima
Terapija elektrošokovima ponekad se koristi za pojedince s teškom depresijom, pri čemu su prisutna psihotična obilježja i izrazita suicidalnost, a stanje se nije poboljšalo drugim načinima liječenja. Mnogo je manje uobičajena od ostalih vrsta terapije, te je za njezino provođenje potreban informirani pristanak oboljelog ili njegovog skrbnika.
Terapija elektrošokovima sastoji se od kratkih električnih stimulacija određenih područja mozga, dok je pacijent pod anestezijom. Traje nekoliko minuta, a pacijent se budi oko jedan sat nakon tretmana. Pacijent obično prima terapiju dva do tri puta tjedno, u periodu od 2 do 4 tjedna. 
Terapija elektrošokovima može imati nuspojave koje uključuju zbunjenost, dezorijentiranost i gubitak pamćenja. Obično su takve nuspojave kratkotrajne. 
Terapija elektrošokovima se koristi od 1940-ih, a tijekom godina istraživanjima se došlo do velikih poboljšanja u sigurnosti i učinkovitosti provođenja ovakve vrste terapije. Provodi je tim iskusnih medicinskih stručnjaka, koji uključuju psihijatra, anesteziologa i medicinsku sestru ili tehničara.

### Samo pomoć
Osobe koje boluju od depresije mogu pokušati podići si raspoloženje utjecanjem na vlastiti životni stil te primjenom literature samo pomoći napisane od strane stručnih osoba. 
Redovita tjelovježba može povisiti raspoloženje. Redovito spavanje, zdrava prehrana i izbjegavanje alkohola također pomažu ublažiti simptome depresije. Pomoći može i postavljanje realističnih ciljeva, provođenje vremena s bliskim ljudima, traženje pomoći od drugih te edukacija o depresiji.
Neke knjige dostupne na hrvatskom jeziku su: 
- "Pobijedite depresiju kognitivno-bihevioralnim tehnikama: priručnik s uputama korak-po-korak, primjerima i vježbama" - Dragica Barbarić[15]
- "Meditacije usmjerene svjesnosti: praktičan vodič za pronalaženje unutarnjeg mira u grozničavu svijetu" - Mark Williams i Danny Penman[16]
- "Džepni mindfulness: usredotočena svjesnost za svaki dan" - Paidrag O’Morain[17]
- "Mamino čudovište: kako djeci objasniti depresiju" - Erdmute v. Mosch[18]

### Ostale metode liječenja
Ostale metode liječenja uključuju uskraćivanje sna i terapiju svjetlom.
Prema podacima Svjetske zdravstvene organizacije marihuana nije prikladna za liječenje depresivnih poremećaja te nije neškodljiva. Marihuana vrlo lako stvara ovisnost te uzrokuje probleme s mentalnim zdravljem i udvostručuje rizik od razvoja psihičkih poremećaja, među kojima su anksioznost, depresija, ali i psihotični poremećaji, posebice ako se konzumira u ranijoj životnoj dobi.

## Stigmatizacija
Osobe oboljele od depresije ponekad ne traže psihološku pomoć zbog predrasuda prema oboljelim osobama, koje su prisutne u društvu. U hrvatskom obrazovnom sustavu nedostaje sustavno planirani aspekt stjecanja edukacije iz mentalnozdravstvene pismenosti, zbog čega mnogi ljudi nisu upoznati s postojanjem i učestalosti različitih psihičkih poremećaja te mogućnostima njihova liječenja.
- Unatoč nedostatku znanja, depresija ne diskriminira, te se i za mnoge poznate osobe pretpostavlja ili je potvrđeno da boluju ili su bolovale od depresivnih poremećaja. Primjerice engleska autorica Mary Shelly, američko-britanski pisac Henry James, američki predsjednik Abraham Lincoln, kanadski tekstopisac i glazbenik Leonard Cohen, američki autor Tennessee Williams, glumac Robin Williams, psiholog William James, psiholog John B. Watson i mnogi drugi.
- Depresija nije prolazna slabost, nedostatak “čvrste volje” niti izlika za lijenost kao što to okolina često zna pomisliti, već je ozbiljan problem u kojem osobi treba puno podrške i pomoći prilikom oporavka.[1]
- Mnogo ljudi misli da se osobe s depresijom mogu samostalno „trgnuti“ iz takvog raspoloženja. To nije točno. Veliki depresivni poremećaj odnosi se na narušeno zdravstveno stanje za koje je potrebna odgovarajuća stručna pomoć i razlikuje se od uobičajene tuge koja je prolaznog karaktera.
- Osobe koje boluju od depresije nemaju depresiju kako bi zadobile pažnju drugih osoba. Depresija je zdravstveno stanje koje osoba ne može odabrati te je osobama oboljelima od depresije potrebna podrška bliskih osoba kako bi se oporavile.
- Depresija nije nešto što se može promijeniti jednostavnom promjenom načina razmišljanja. Kognitivni uzroci depresije su kompleksni i djeluju u interakciji s biološkim, genetskim i okolinskim čimbenicima. Zbog toga je proces identificiranja nekorisnih uvjerenja kompleksan i potrebna je stručna podrška kako bi osoba takva razmišljanja prepoznala i stekla vještine kojima si može pomoći.
- Danas se olako svaki pad raspoloženja i energije proglašava depresijom. Postoje pritisci koji nas „tjeraju“ da se neprestano moramo osjećati sretni, biti vedri, nasmijani i puni energije. Kada bi takvi i mogli biti, to ne bi bilo normalno. Neugodne emocije su sastavni dio života i potrebne su nam kako bi se bolje prilagodili životnim zahtjevima i promjenama.[6] Ipak, depresija se razlikuje od uobičajenog doživljavanja tuge.

O stigmatizaciji vezanoj za psihičke poremećaje i mentalno zdravlje u Hrvatskoj progovaralo se u emisijama Nedjeljom u 2, na HTV 1:
- Priče troje ljudi o borbi s depresijom, 24. studenog 2019.[21]
- Milan Košuta, 12. travnja 2020.[22]
- Nataša Jokić Begić, 21. lipnja 2020.[23]

Osim toga o temama psihičkih poremećaja i mentalnog zdravlja progovaraju Inicijativa Boli Me, Kako si i Zagrebačko psihološko društvo.

## Kako pružiti podršku osobi koja se suočava sa psihičkim teškoćama
Kada se nekome obrati osoba koja doživljava psihičke teškoće, sugovornik može doživjeti osjećaje frustracije, očaja, zbunjenosti i bespomoćnosti. Nije lako odmah znati kako pristupiti i pomoći nekome tko se suočava sa psihičkim teškoćama. Kako bi se pružila podrška prijatelju ili bliskoj osobi koja doživljava psihičke teškoće, potrebno je:
- Pažljivo slušati. Osobi će više pomoći ono što sama kaže, nego ono što mu drugi savjetuju. Na taj se način osoba osjeća prihvaćeno, uvaženo i može otpustiti dio emocionalne tenzije.
- Nastojati prihvatiti osobu kao osobu kojoj treba podrška, bez kritiziranja i predbacivanja. Pokazati osobi podršku i poštovanje.
- Izbjegavati prosuđivanje ili iskazivanje reakcija iznenađenja, šoka ili zadovoljstva, osim u situaciji kada se zaista dijeli prijateljeva osjećanja.
- Potaknuti prijatelja da „izbaci van“ ono što osjeća. Dopustiti mu da plače, da se ljuti – ne prekidati ga u iskazivanju emocija. Ako se osobi dopusti da se izrazi, iskazivanje intenzivnih emocije će spontano proći.
- Ne donositi odluke umjesto osobe. Ono što bi netko učinio u nekoj situaciji, ne mora biti najbolje i za neku drugu osobu.
- Ako osoba bez teškoća želi izraziti zabrinutost prijatelju kod kojega primjećuje teškoće, dobro je pokušati to učiniti na način na koji ga neće odbiti, primjerice „Primijetio/la sam da se u zadnje vrijeme drugačije ponašaš i rjeđe sudjeluješ u aktivnostima koje su te ranije veselile. Brine me to i volio/la bih znati što se događa i želim da znaš da možeš računati na mene, ako želiš potražiti pomoć.“
- Brinuti se o sebi, vlastitom mentalnom zdravlju i poštovati vlastite granice i mogućnosti, što se jasno treba reći prijatelju, bez davanja lažnih obećanja. Primjerice, „Mogu s tobom razgovarati navečer, ali tijekom dana radim te imam obiteljske obveze i zbog toga nisam dostupan/na u tom periodu. No, svakako bih volio/la da razgovaramo kad god ti je navečer potrebno i kada sam ja u mogućnosti.“ Što se razlikuje od primjerice, „Razgovarat ćemo bilo kada,“ a to nije realno obećanje budući da su ljudi rijetko dostupni 24h u danu.
- Potražiti ispravne informacije o teškoćama na koje se osoba žali.
- Ako se osjeti da se prijatelju ne može pružiti podrška koja mu je potrebna, ohrabriti ga da potraži pomoć od stručnih osoba, poput liječnika obiteljske prakse, psihijatra ili psihoterapeuta.